# Theodor Maul
Theodor Maul (* im 19. oder 20. Jahrhundert; † im 20. Jahrhundert) war ein deutscher Fußballschiedsrichter.

## Sportlicher Werdegang
Der aus Nürnberg stammende Maul leitete ab Ende der 1920er Jahre Meisterschaftsspiele in der um die Deutsche Meisterschaft, bei der Endrunde 1927/28 stand das Finalspiel zwischen Hamburger SV und Hertha BSC (5:2) im Altonaer Stadion unter seiner Leitung. Zudem erschien er Anfang der 1930er Jahre auf dem internationalen Fußball, als er länderübergreifende Partien insbesondere zwischen deutschen und österreichischen sowie tschechischen Vereinsmannschaften sowie Städteauswahlen leitete. Später pfiff er auch im 1935 eingeführten Tschammer-Pokal.
Nachdem Maul beim Kampfspiel-Pokal 1934 das Semifinalspiel zwischen der später im Wettbewerb siegreichen Auswahlmannschaft der Gauliga Südwest und den Vertretern der Gauliga Niederrhein geleitet hatte, war er beim Nachfolgewettbewerb, dem Bundespokal 1935, Finalschiedsrichter im Berliner Poststadion zwischen den Auswahlmannschaften der Gauliga Berlin-Brandenburg respektive Gauliga Mitte (0:2). Nachdem im Reichsbundpokal 1935/36 im von Wilhelm Peters geleiteten Endspiel am 1. März 1936 zwischen der Gauliga Südwest und der Gauliga Sachsen kein Sieger ermittelt worden war, übernahm er die Spielleitung des Wiederholungsspiels im Mai des Jahres. Dabei deklassierten die Sachsen ihren Gegner mit einem 9:0-Erfolg.